# Tayloria raineriana
Tayloria raineriana là một loài rêu trong họ Splachnaceae. Loài này được De Not. mô tả khoa học đầu tiên năm 1869.
Danh pháp khoa học của loài này chưa được làm sáng tỏ. 